# Unai Elgezabal
Unai Elgezabal Udondo (Urdúliz, Vizcaya, 25 de abril de 1993) es un futbolista español que juega como defensa en el Levante U. D. de la Primera División de España.

## Trayectoria
Se formó en el Danok Bat bilbaíno hasta que, en 2012, firmó por el Athletic Club para jugar en su segundo filial, el C. D. Basconia, en Tercera División. En la campaña 2014-2015 actuó en la Cultural de Durango, también en Tercera; dando el salto a Segunda B en el ejercicio 2015-2016 en el Barakaldo C. F.
En enero de 2016 rechazó una oferta del R. C. D. Mallorca, de Segunda División, porque quería ascender con el Barakaldo C. F. a Segunda A. El equipo vizcaíno fue segundo en la liga (detrás del Real Madrid Castilla) y disputó la fase de ascenso ante Lleida, en una eliminatoria en los que los catalanes pasaron de ronda.[cita requerida]
En verano de 2016 se incorporó al filial de la S. D. Eibar, siendo cedido a la A. D. Alcorcón y al C. D. Numancia en sus dos primeras temporadas. En la tercera temporada volvió a ser cedido a la A. D. Alcorcón.
Tras haber completado una tercera temporada en el conjunto madrileño, la última ya en propiedad, en septiembre de 2020 se marchó al Burgos C. F. En el club burgalés estuvo cuatro años, llegó a ser capitán y en junio de 2024 fue fichado por el Levante U. D.

## Clubes
Actualizado al último partido disputado el 29 de septiembre de 2023.
| Club                    | País   | Año       | Partidos | Goles |
| ----------------------- | ------ | --------- | -------- | ----- |
| C. D. Basconia          | España | 2012-2014 | 39       | 0     |
| Cultural de Durango     | España | 2014-2015 |          |       |
| Barakaldo C. F.         | España | 2015-2016 | 33       | 2     |
| S. D. Eibar             | España | 2016-2019 | 0        | 0     |
| A. D. Alcorcón (cedido) | España | 2016-2017 | 28       | 0     |
| C. D. Numancia (cedido) | España | 2017-2018 | 25       | 1     |
| A. D. Alcorcón (cedido) | España | 2018-2019 | 16       | 0     |
| A. D. Alcorcón          | España | 2019-2020 | 25       | 0     |
| Burgos C. F.            | España | 2020-2024 | 144      | 4     |
| Levante U. D.           | España | 2024-     | 41       | 0     |